# Edwin Daw
Edwin C. Daw là một cầu thủ bóng đá người Anh thi đấu ở vị trí thủ môn.

## Sự nghiệp
Daw thi đấu cho Doncaster Rovers, Bradford City và Oldham Athletic. Đối với Bradford City ông có 16 lần ra sân ở Football League; ông cũng có 3 lần ra sân tại Cúp FA.